# Grzegorz Jung
Grzegorz Jung (ur. w 1950) – polski naukowiec, fizyk (fizyka niskich temperatur, nadprzewodnictwo), profesor Wydziału Fizyki na Uniwersytecie Ben Guriona w Beer Szewa na pustyni Negew (Izrael).

## Życiorys
Ukończył studia w 1972 na Politechnice Warszawskiej. 
Pracował w  Instytucie Fizyki PAN.  W 1992 r. obronił doktorat pisząc pracę Mikroskopowa koherencja kwantowa słabego nadprzewodnictwa (Instytut Fizyki PAN w Warszawie).
W latach 1998–2000 pracował w zespole profesora Stanisława Lewandowskiego w projekcie naukowym dla Ministerstwa Nauki i Informacji (Złącza Josephsona z nadprzewodników wysokotemperaturowych: technologia i własności transportowe).
Opublikował kilkadziesiąt artykułów naukowych, głównie w prasie angielskojęzycznej. Mieszka w Izraelu.

## Publikacje
- V. Markovich, G. Jung, Y. Yuzhelevskii, G. Gorodetsky, and J. Gao Metastable Resistivity of LaCaMnO Manganite Thin Films. Phys. Rev. B 75: 104419, 2007
- X. D. Wu, B. Dolgin, G. Jung, V. Markovich, Y. Yuzhelevski, M. Belogolovskii, and Ya. M. Mukovskii Nonequilibrium 1/f Noise in Low-doped Manganite Single Crystals. Appl. Phys. Lett. 90: 242110, 2007
- A. Jukna, I. Barboy, G. Jung, A. Abrutis, D. Wang, R. Sobolewski Electric Transport Properties of YBaCuO Thin-film Bridges with Laser-written Channels of Easy Vortex Motion. J. Appl. Phys. 99: 113902, 2006
- G. Jung, V. Markovich, M. Belogolovskii, Y. Yuzhelevski, G. Gorodetsky, Ya. M. Mukovskii Intrinsic Tunnelling Effects in Single Crystals. Eur. Phys. J. B 50: 587–-592, 2006
- E. Rozenberg, G. Jung, G. Gorodetsky, I. Felner, M. Auslender, E. Sominski, A. Gedanken, and Ya. M. Mukovskii Magnetic Properties of Crystalline in Bulk and Nano-sized Samples. J. Appl. Phys. 99: 08Q305, 2006
- Y. Paltiel, N. Snapi, A. Zussman, and G. Jung, Non-Gaussian Dark Current Noise in a p-type QWIP. Appl. Phys. Lett. 87: 231103, 2005
- G. Jung, V. Markovich, C. J. van der Beek, D. Mogilyansky, Ya. M. Mukovskii Ferromagnetic Domain Structure of Single Crystals. Phys. Rev. B 72: 134412, 2005
- C. Camerlingo and G. Jung Evaluation of the coherence length along c-axis in thin films from electrical transport measurements. Sup. Sci. Techn. 18: 1106-1111, 2005
- Y. Paltiel, G. Jung, Y. Myasoedov, M. L. Rappaport, E. Zeldov, S. Bhattacharya, M. J. Higgins Velocity Fluctuations Dominated Flux-Flow Noise in the Peak Effect. Europhys. Lett. 66: 412-418, 2004
- V. Markovich, G. Jung, Y. Yuzhelevski, G. Gorodetsky, A. Szewczyk, M. Gutowska, D. A. Shulyatev, and Ya. M. Mukovskii Electric Field/Current Induced Metastability and Resistivity Relaxation in at Low Temperatures. Phys. Rev. B 70: 64414, 2004